# 艾德代
艾德代，是匈牙利绍莫吉州所辖的一个村。总面积8.51平方公里，总人口199，人口密度23.4人/平方公里（2011年1月1日）。